# Faisal bin Farhan Al Saud
Faisal bin Farhan bin Abdullah bin Faisal bin Farhan Al Saud (Alemania, 1 de noviembre de 1974) es un diplomático y político árabe saudí, miembro de la casa de Saud. El príncipe Faisal  también ha sido embajador saudí en Alemania desde el 27 de marzo de 2019 hasta su nombramiento como ministro de asuntos exteriores de Arabia Saudí el 23 de octubre de 2019. Fue nombrado para dicho cargo mediante un decreto real emitido por Rey Salman. Ha desarrollado su carrera en la industria militar de Arabia Saudí siendo en 2017 presidente del Comité Ejecutivo de la Junta de Directores de las Industrias Militares de Arabia Saudí. Fue asesor principal en la embajada saudí de Estados Unidos de 2017 a 2019.

## Trayectoria

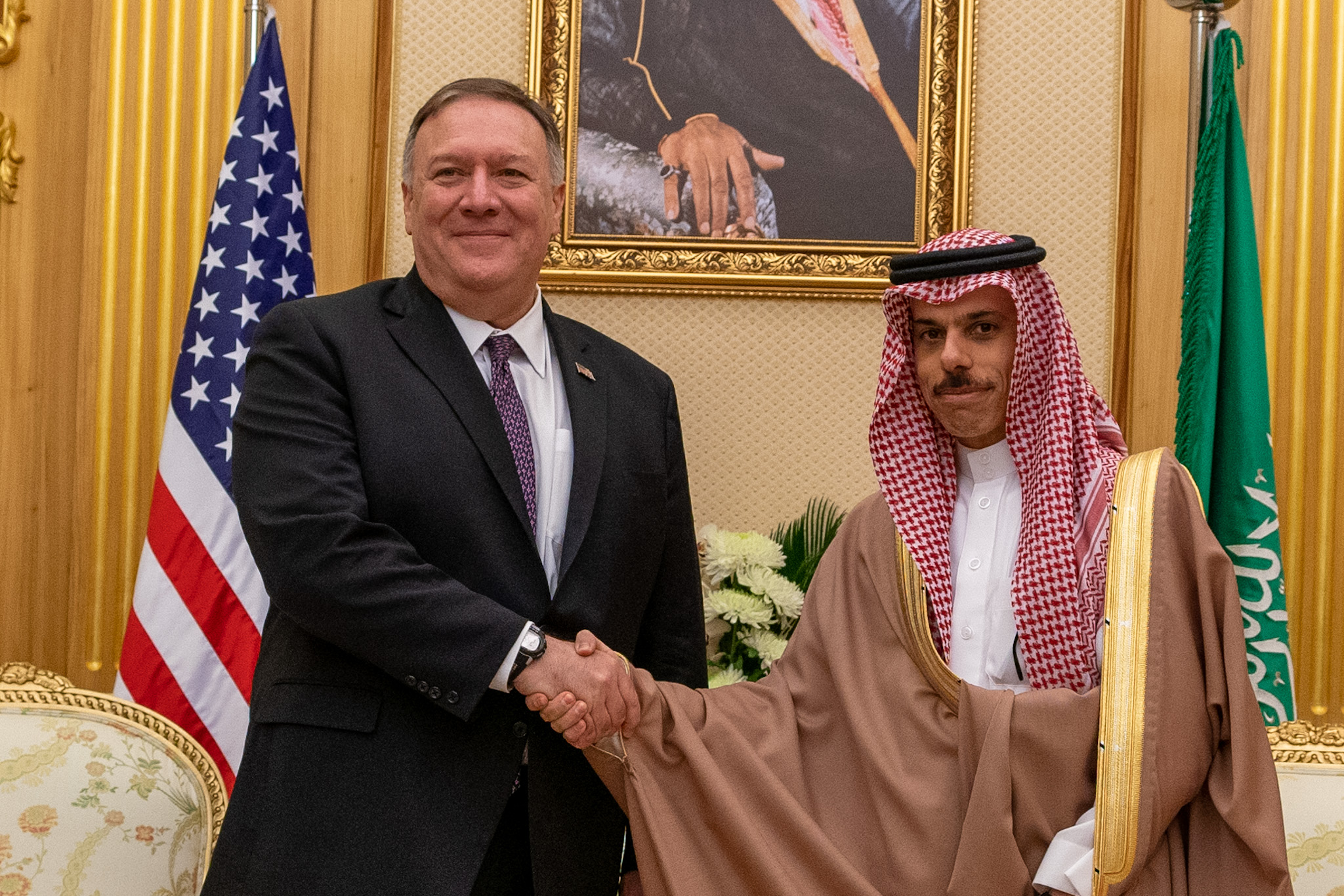
El secretario de Estado de EE. UU. Michael R. Pompeo y Faisal bin Farhan, ministro de Asuntos Exteriores de Arabia Saudí (2020 Riad, Arabia Saudí)

El príncipe Faisal es miembro de la familia real saudí. Hijo del príncipe Farhan bin Abdullah Al Saud, nació en Fráncfort, Alemania Occidental el 1 de noviembre de 1974 y fue educado en EE. UU.
Faisal ha ocupado altos cargos en empresas saudíes e internacionales, principalmente del sector aeroespacial y armamentístico. Fue, al menos hasta su nombramiento como embajador en Alemania, director de la empresa armamentística Saudi Arabian Military Industries (SAMI). Después trabajó para la Embajador saudí en Estados Unidos.
Como experto en la Industria armamentística, también presidió una empresa conjunta estadounidense-saudí con la compañía aeroespacial Boeing. El príncipe Faisal también fue asesor de la Corte Real de Arabia Saudí.
En noviembre de 2017, Arabia Saudí retiró a su entonces embajador en Alemania, Khalid bin Bandar bin Sultan Al Saud, en protesta por unas declaraciones de Sigmar Gabriel, ministro alemán de Asuntos Exteriores en aquel momento. Gabriel había criticado claramente la influencia activa del reino en la constelación de poder político en Líbano. 
Tras casi un año de crisis diplomática y vacante del puesto de embajador, Arabia Saudí envió a su embajador de vuelta a Berlín, pero fue sustituido por Faisal bin Farhan el 27 de marzo de 2019. Los disidentes saudíes que viven en Alemania no vieron con buenos ojos el nombramiento de Faisal. El disidente Jalid bin Farhan al Saud, pariente lejano del nuevo embajador, temía que el diplomático pudiera presionar también a los representantes de la oposición. Declaró a Deutsche Welle que no descartaba que Faisal bin Farhan hubiera sido enviado a Alemania para perseguir a los disidentes saudíes que viven en el país. Faisal mantiene una buena relación con el poderoso príncipe heredero del reino, Mohammed bin Salman.
El 23 de octubre, fue nombrado ministro de Asuntos Exteriores de Arabia Saudí.
El 19 de agosto de 2020, el ministro de Asuntos Exteriores Faisal afirmó que el acuerdo de paz entre Israel y los Emiratos Árabes Unidos podía considerarse positivo, pero Arabia Saudí no normalizaría sus relaciones hasta que se firmara la paz con los palestinos, ojalá en el marco de la Iniciativa de Paz Árabe.

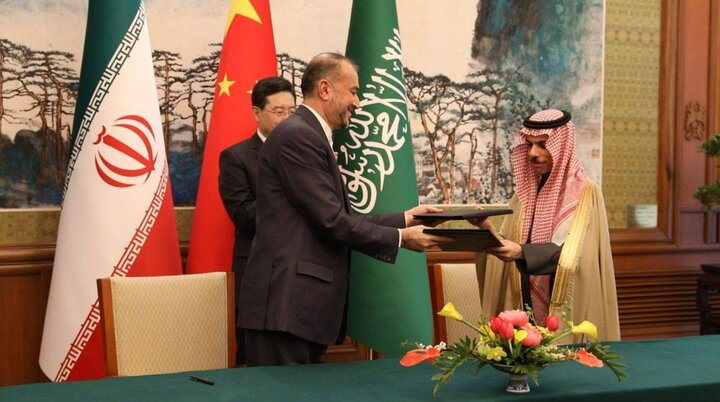
Faisal y el ministro de Asuntos Exteriores iraní Hossein Amir-Abdollahian tras firmar una declaración conjunta sobre el restablecimiento de relaciones diplomáticas, con el ministro de Asuntos Exteriores chino Qin Gang al fondo, 6 de abril de 2023

Desde abril de 2021, Irak ha acogido cinco rondas de conversaciones entre Arabia Saudí e Irán, que cortaron sus lazos diplomáticos en 2016. La sexta ronda de conversaciones a nivel ministerial se estancó, pero tras una reunión en Amán, Jordania, en diciembre de 2022, Faisal y el ministro de Exteriores iraní Hossein Amir-Abdollahian señalaron que ambos países estarían «abiertos a más diálogo». En enero de 2023, Faisal, hablando en un panel en el Foro Económico Mundial en Davos reiteró que «Riad está tratando de encontrar un diálogo con Irán». Los dos países anunciaron la reanudación de relaciones el 10 de marzo, tras un acuerdo mediado por China. Podría allanar el camino hacia la distensión del conflicto por poderes entre Irán y Arabia Saudí, llevando así la estabilidad a Yemen, Siria, Irak, Líbano y Baréin.
En junio, Faisal participó en una BRICS Reunión de Ministros de Asuntos Exteriores en Ciudad del Cabo presidida por Sudáfrica. Se reunió con el ministro de Asuntos Exteriores de Rusia Serguéi Lavrov, que también se encontraba en Ciudad del Cabo. 
En enero de 2024, Faisal dijo que la normalización entre Israel y Arabia Saudí no sería posible sin resolver el conflicto palestino-israelí. En junio, asistió a la Cumbre de paz de Ucrania en Suiza. Faisal afirmó que unas negociaciones serias «requerirán compromisos difíciles como parte de una hoja de ruta que conduzca a la paz. Y aquí, es esencial subrayar que cualquier proceso creíble necesitará la participación de Rusia.
En julio, hablando en el Consejo Europeo de Relaciones Exteriores, Faisal pidió a los países europeos que impusieran sanciones a Israel por crímenes de guerra cometidos durante la operaciones militares de Israel en Gaza.